# Mejselbor
Et mejselbor er et Slagbor, Stødbor, der i modsætning til drejeboret arbejder, fordi der bliver slået på det, enten med en hammer (se rawlplugbor), fordi det sidder i en slagboremaskine, virker ved hjælp af trykluft (trykluftbor), eller ved el-kraft, som fx kangohammer.